# Frea thompsoni
Frea thompsoni är en skalbaggsart som beskrevs av Stefan von Breuning 1956. Frea thompsoni ingår i släktet Frea och familjen långhorningar.
Artens utbredningsområde är Ghana. Inga underarter finns listade i Catalogue of Life.